# 7,92 × 57 mm

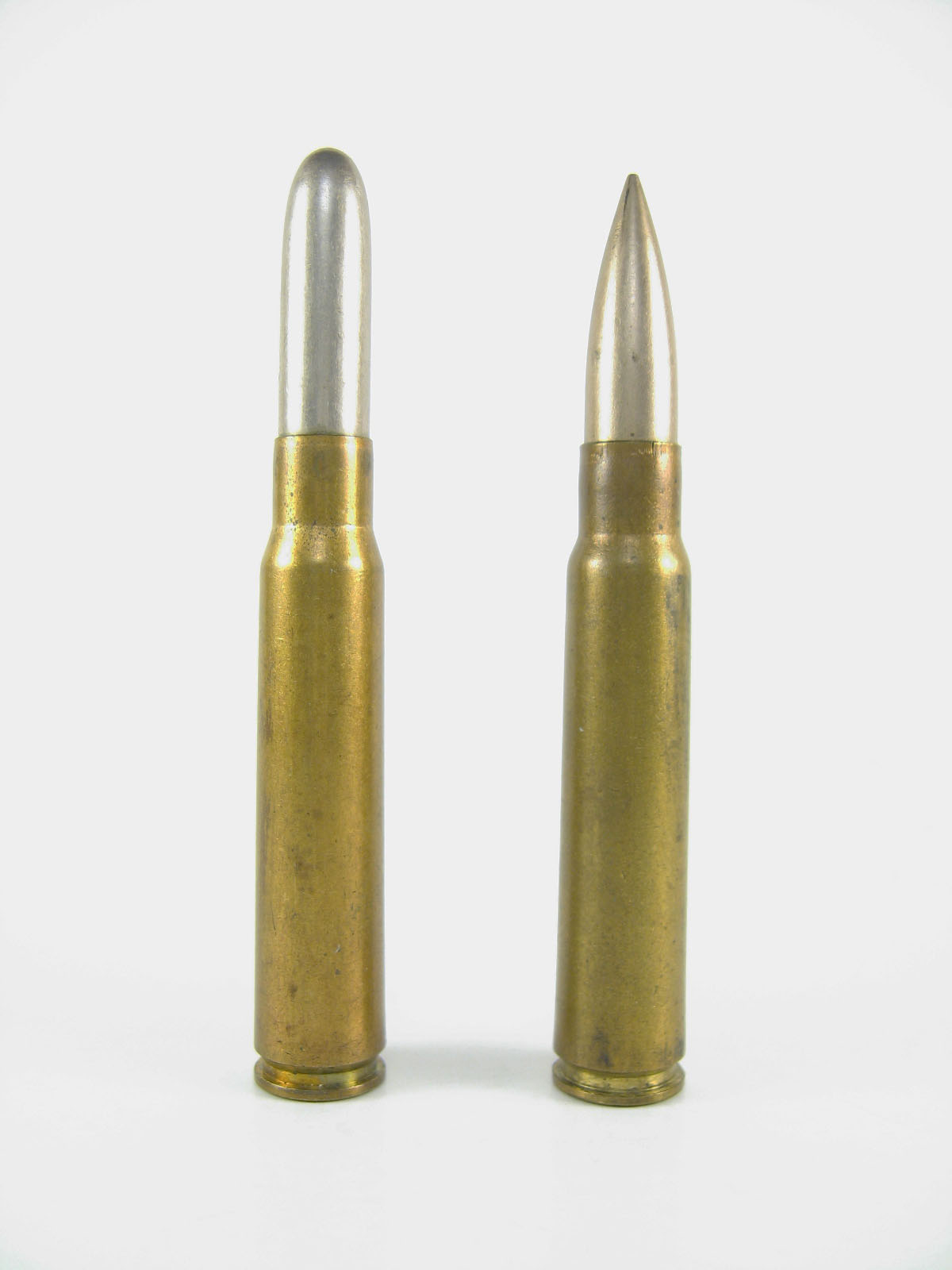

7,92x57 mm (alias "8mm Mauser") es un cartucho de fusil diseñado por la Gewehr-Prüfungskommission (comisión de pruebas de fusiles) alemana para el fusil Gewehr 88 y luego utilizado en los fusiles de cerrojo Mauser, como el Gewehr 98 y el K98k. Este cartucho fue originalmente adoptado por Alemania en 1888 bajo la designación M/88 7.92x57mm I (la "I" es por "infanterie"). Alemania adoptó una nueva versión del cartucho M/88 en 1905 que se denominó 7,92x57 mm IS (se agrega la "S" por "spitzer", puntiaguda, para diferenciarla de las anteriores balas de punta redondeada). El cartucho de 1905 fue el estándar de la infantería alemana en ambas Guerras Mundiales y hoy se conoce en Europa como 7,92x57mm IS (designación militar alemana) o 8x57mm IS (designación civil) y en Estados Unidos como 8x57mm JS o 8 mm Mauser (su uso generalizado en los fusiles militares Mauser llevó a asociar la munición con el arma, aunque la firma Mauser no tuvo relación alguna con el desarrollo de este cartucho).

## Historia

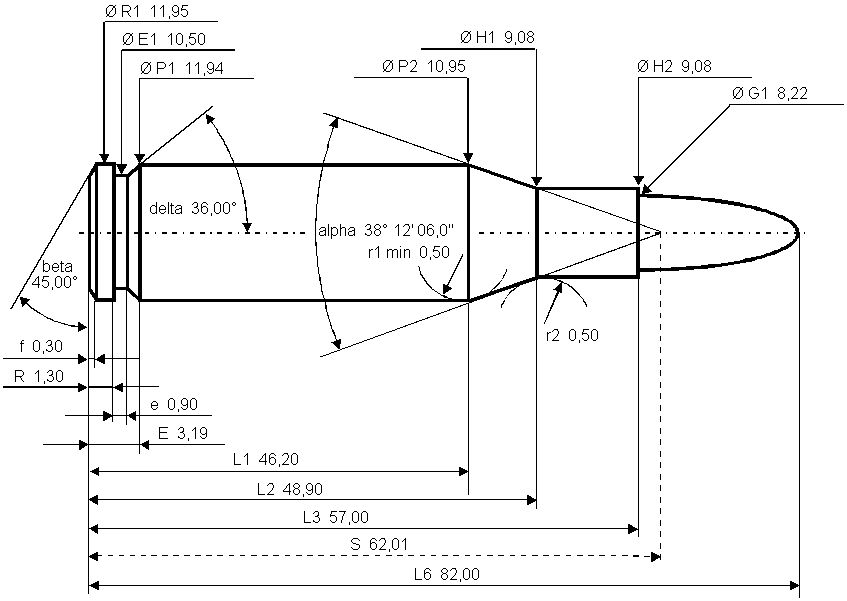
Dibujo de cartucho 7,92x57 mm IS con medidas en milímetros.

El cartucho 7,92x57 mm IS, diseñado por el gobierno, es un desarrollo del M/88 7,92x57 mm I, que usaba una bala redondeada, y fue pensado para ser cargado desde la parte superior del arma con un peine de 5 unidades para el fusil Gewehr 88. La bala del IS es más ligera, puntiaguda y mide 8,2 mm de diámetro en lugar de los 8,08 de la I. El nuevo proyectil tiene mayor coeficiente balístico y una trayectoria más plana, lo que lo hace menos dependiente de una correcta estimación de la distancia de parte del usuario.
Es empleado por las siguientes armas:
- Fusil Gewehr 98
- Ametralladora MG 08
- Ametralladora Parabellum MG 14
- Ametralladora MG15
- Ametralladora MG17
- Ametralladora MG 30
- Ametralladora MG34
- Fusil K98k
- Fusil semiautomático Gewehr 41
- Fusil semiautomático Gewehr 43
- Fusil automático FG42
- Ametralladora MG42
- Ametralladora MG81
- Ametralladora ZB vz. 26
- Ametralladora Besa (versión británica de la ametralladora ZB-53 checoslovaca)  /
- Ametralladora EPK
- Ametralladora Ckm wz.30 (versión polaca de la Browning M1917 estadounidense)  /
- Fusil automático Browning wz. 1928 (versión polaca del BAR)  /
- Fusil Zastava M76 (versión yugoslava del SVD soviético)  /
- Ametralladora M53 Sarac (versión yugoslava de la MG42 alemana  /
- Ametralladora Alfa 44
- diversos fusiles de uso civil

## Uso militar

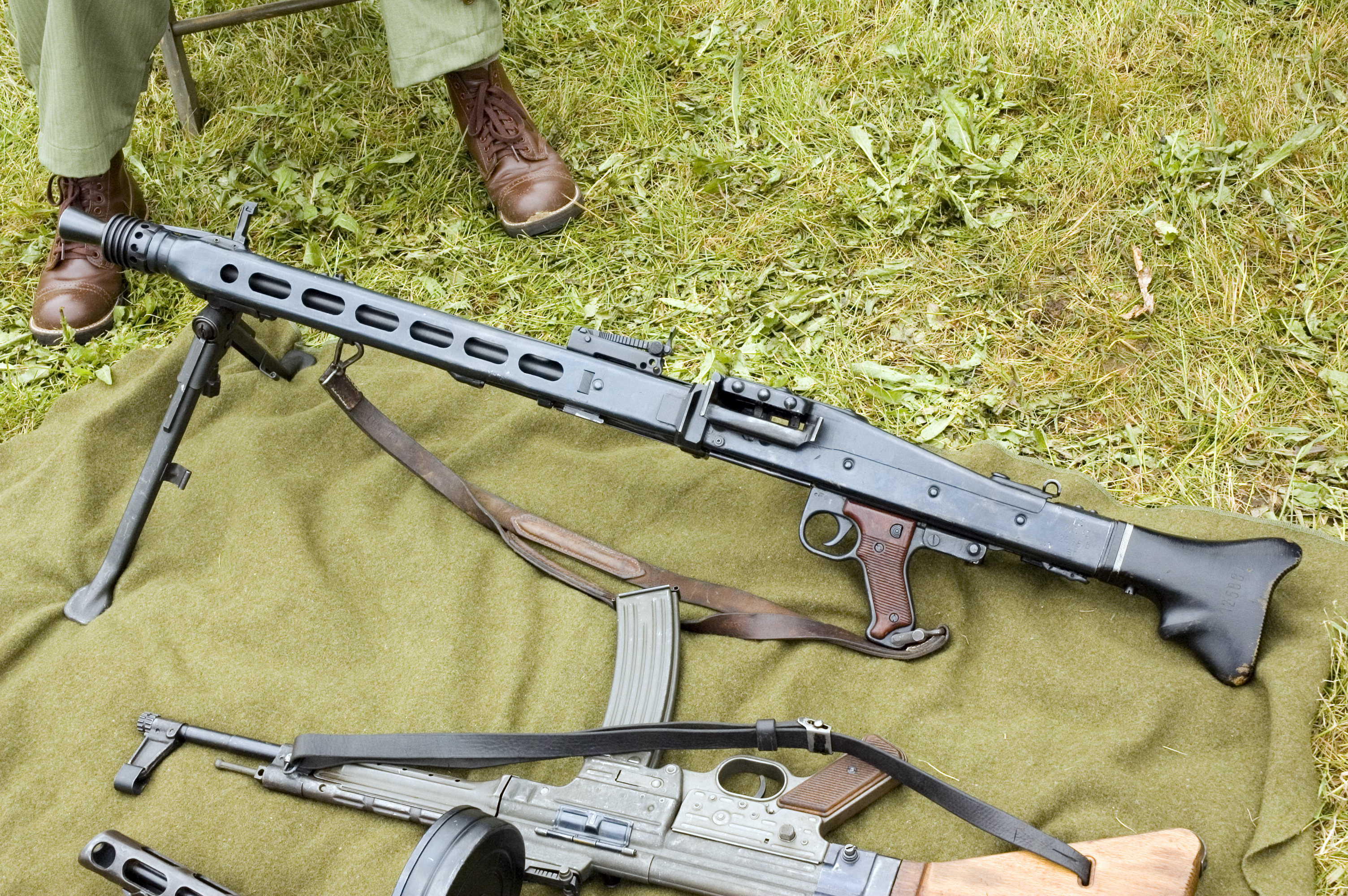
Ametralladora MG42 (arriba) calibre 7,92 mm.

El alto rendimiento y versatilidad del cartucho hicieron que fuera adoptado por diversas FFAA del Mundo, incluyendo Turquía, China, Egipto, Alemania y sus antiguas colonias. Su uso militar continúa hoy en la ex-Yugoslavia para armas como el Zastava M76 (versión local del SVD soviético) y la ametralladora M53 Sarac (una MG42 fabricada bajo licencia).
Comparte con la munición 9 x 19 mm Parabellum la peculiaridad de haber sido fabricado y utilizado por ambos bandos durante la Segunda Guerra Mundial.
Alemania tenía muchas versiones del cartucho y no dejó de desarrollar variaciones hasta el fin de la guerra en 1945. La longitud del proyectil, por ejemplo, variaba mucho entre diferentes diseños. Los alemanes empezaron a usar vainas de acero en la Primera Guerra Mundial y hacia fines de 1943 la mayor parte de la munición del país tenía ese tipo de vaina.
El proyectil alemán estándar sS (schweres Spitzgeschoß / bala pesada puntiaguda) tenía 35,3 mm de longitud y era de muy alta calidad. Pesaba alrededor de 12,8 g, tenía relleno de plomo y encamisado 95 % cobre / 5 % zinc. Ofrecía la mejor eficiencia aerodinámica y rendimiento de todas las balas estándar utilizadas en la SGM por su coeficiente balístico de entre 0,557 y 0,584. Incluso para los estándares de 2007, un alcance típico efectivo de 800 m es sobresaliente para munición estándar.
La munición trazante alemana era la de mayor calidad: muy aerodinámica y con excelentes características de vuelo. También era muy confiable la munición perforante de ese país; muy estable y precisa a largas distancias. El tipo de proyectil perforante más común tenía un núcleo de acero endurecido y encamisado de acero, pesando la bala 11,5 g. Otros tipos de perforante tenían núcleo de tungsteno y algunas balas estándar lo tenían de hierro o acero.
La munición 7,92 mm de alta velocidad para ametralladoras de la Luftwaffe tenía el proyectil PmK (Phosphor mit Stahlkern / fósforo con núcleo de acero) de 10,15 g o el proyectil B (Beobachtung/observación) de 10,85 g, que alcanzaba una velocidad de salida 15 % mayor que la estándar sS como resultado de una más poderosa carga de pólvora. El proyectil PmK era un perforante-incendiario, mientras que el B era un incendiario-explosivo que contenía fósforo y tenía un perdigón que lo hacía explotar al contacto con cualquier blanco, sin importar lo débil que este fuera. El proyectil B estaba, como cualquier otra bala explosiva o incendiaria, prohibido para uso antipersonal, de acuerdo a las Conferencias de La Haya de 1899 y 1907. Los alemanes sostenían que su uso era principalmente para observación y estimación de distancias, pero hay informes que mencionan la utilización de este proyectil en peines de fusiles y cintas de ametralladoras. No se permitía a las unidades regulares de infantería alemana usar esta munición. Sin embargo, algunos francotiradores alemanes hacían uso de esta bala de alta velocidad para aumentar su alcance efectivo en unos 150 m y causar horrendas heridas.

## Especificaciones
Munición estándar para fusil de la infantería alemana
| Nombre       | Año  | Calibre | Peso del proyectil | Longitud de la vaina | Longitud del cartucho (total) | Velocidad de salida | Energía de salida |
| ------------ | ---- | ------- | ------------------ | -------------------- | ----------------------------- | ------------------- | ----------------- |
| 7,92x57mm I  | 1888 | 8,07 mm | 14,6 g             | 57 mm                | 80,5 mm                       | 639 m/s             | 2983 Joule        |
| 7,92x57mm IS | 1905 | 8,2 mm  | 9,9 g              | 57 mm                | 82,5 mm                       | 878 m/s             | 3857 J            |
| 7,92x57mm IS | 1934 | 8,2 mm  | 12,8 g             | 57 mm                | 82,5 mm                       | 760 m/s             | 3697 J            |

- Los datos para 7,92x57mm I y 7,92x57mm IS de 1905 fueron medidos de un cañón con longitud de 740 mm.
- Los datos para 7,92x57mm IS de 1934 fueron medidos de un cañón con longitud de 600 mm.
- Estos datos son de munición estándar de la época indicada. La que se fabrica hoy puede tener mayor velocidad de salida debido principalmente al desarrollo de propelentes más potentes.

## Uso civil
Es sumamente popular entre tiradores europeos, particularmente alemanes y austríacos. El rendimiento del 7,92x57 mm lo hace muy apropiado para caza mayor. En algunos países está prohibido por tratarse de munición para "arma de guerra". Algunos cartuchos similares empleados en la caza son: 5,6x57 mm, 6,5x55 mm, 6,5x57 mm, 7x57 mm, 6,5x68 mm, 8x68mm S y 8x57mm IRS.